# 필룝스카야선
필룝스카야선(러시아어: Филёвская ли́ния)은 모스크바 지하철의 4호선이다. 13개 역에 길이는 14.9 km이다. 쿤쳅스카야역이 기점이며 알렉산드롭스키 사트 역이 종점이다. 노선색은 하늘색이다.

## 노선 개요
필룝스카야 선은 쿤쳅스카야역에서 출발해 알렉산드롭스키 사트 역을 연결한다.

## 구간
| 구간                                    | 개통일           | 길이           |
| --------------------------------------- | ---------------- | -------------- |
| 알렉산드롭스키 사트 – 스몰렌스카야      | 1935년 5월 15일  | 1.7km          |
| 스몰렌스카야 - 키옙스카야               | 1937년 3월 20일  | 1.4km          |
| 알렉산드롭스키 사트 - 플로샤디 레볼류치 | 1938년 5월 13일  | 0.9km1         |
| 키옙스카야 – 쿠투좁스카야               | 1958년 11월 7일  | 2.3km - 0.9km2 |
| 필리 – 피오네르스카야                   | 1959년 11월 7일  | 1.7km          |
| 피오네르스카야 – 몰로됴즈나야           | 1965년 7월 5일   | 3.8km4         |
| 쿤쳅스카야                              | 1965년 8월 31일  |                |
| 몰로됴즈나야 – 크릴라츠코예             | 1989년 12월 31일 | 1.9km4         |
| 키옙스카야 – 델로보이 첸트르            | 2005년 9월 10일  | 2.2km3         |
| 델로보이 첸트르 - 메즈두나로드나야      | 2006년 8월 30일  | 0.5km3         |
| 쿤쳅스카야 – 크릴라츠코예 방면          | 2008년 1월 2일   | -4.3km4        |
| 총합                                    | 13역             | 14.9km         |

- 1 1938년까지 이 선은 소콜니체스카야 선 소속이었다. 이 구간은 소콜니체스카야 선과 연결되기 위해 쓰였다.
- 2 1958년까지 이 부분은 아르바츠코 포크롭스카야 선 소속이었다. 1953년 4월 5일부터 플로샤디 레볼류치 역에서 알렉산드롭스키 사트 역을 거쳐 키옙스카야 역으로 가는 4km 구간은 폐쇄되었다. 서비스 부분의 0.9km는 알렉산드롭스키 사트 역과 플로샤디 레볼류치 역을 연결하기 위해 사용된다.
- 3 알렉산드롭스키 사트 역에서 메즈두나로드나야 역으로 이어지는 구간이 존재한다.
- 4 2008년 1월 2일 필룝스카야 선은 쿤쳅스카야역의 종점까지의 거리를 단축시켰다. 몰로됴즈나야 역과 크릴라츠코예 역을 가로지르는 동안은 아르바츠코 포크롭스카야 선을 지나간다.

### 명칭 변경
| 역                  | 이전 이름         | 해당년        |
| ------------------- | ----------------- | ------------- |
| 알렉산드롭스키 사트 | 코민테른          | 1935년–1937년 |
| 알렉산드롭스키 사트 | 울리차 코민테르나 | 1937년–1945년 |
| 알렉산드롭스키 사트 | 칼리닌스카야      | 1945년–1990년 |
| 비스타보츠나야      | 델로보이 첸트르   | 2005년–2009년 |

## 환승역
|  | 노선                       | 환승역                                      |
|  | -------------------------- | ------------------------------------------- |
|  | 소콜니체스카야 선          | 알렉산드롭스키 사트                         |
|  | 아르바츠코 포크롭스카야 선 | 키옙스카야, 알렉산드롭스키 사트, 쿤쳅스카야 |
|  | 콜체바야 선                | 키옙스카야                                  |
|  | 칼리닌스코 솔른쳅스카야 선 | 비스타보츠나야                              |

## 차량

### 수
- 4 차량 : 1958년부터 1974년까지
- 6 차량 : 1973년부터 2009년까지
- 4 차량 (81-740/741형) : 2005년부터

### 종류
| 차량                                                     | 사용 기간     |
| -------------------------------------------------------- | ------------- |
| 아/아엠(А/Ам), 베/베엠(Б/Бм)                             | 1935년-1953년 |
| 베4(В4)                                                  | 1958년-1964년 |
| 데(Д)                                                    | 1961년-1992년 |
| 예(Е)                                                    | 1986년-2007년 |
| 예엠-508(Ем-508), 예엠-509(Ем-509), 예제(Еж), 예제1(Еж1) | 1986년-2009년 |
| 81-740아/741아(81-740А/741А)                             | 2005년-2006년 |
| 81-740.1/741.1                                           | 2005년-       |